# Дмитриев, Матвей Иванович
Матвей Иванович Дмитриев (01.05.1924 — 27.01.1995) — командир орудийного расчёта 137-го гвардейского артиллерийского полка (70-я гвардейская стрелковая дивизия, 38-я армия, 1-й Украинский фронт), гвардии младший сержант, участник Великой Отечественной войны, кавалер ордена Славы трёх степеней.

## Биография
Родился 1 мая 1924 года в селе Верхубинка (ныне Шемонаихинского района Восточно-Казахстанской области Казахстана) в семье рабочего. Русский. Окончил 6 классов. Работал в колхозе «Красный партизан».
В сентябре 1942 года был призван в Красную армию Кировским райвоенкоматом Восточно-Казахстанской области. Прошёл подготовку в запасном полку. На фронте с марта 1943 года. Был зачислен орудийным номером в расчёт 76-мм орудия 137-го гвардейского артиллерийского полка 70-й гвардейской стрелковой дивизии.
Боевое крещение получил в сражении на Курской дуге. Затем участвовал в боях за освобождение Украины, Польши. Стал младшим сержантом, командиром расчёта. В составе своего полка прошёл до Победы.
1 августа 1944 года в бою под городом Кросно (Польша) гвардии младший сержант Дмитриев вместе со своим расчётом уничтожил свыше 80 солдат и несколько пулемётов противника.
Приказом по частям 70-й гвардейской стрелковой дивизии (№ 28/н) от 26 августа 1944 года гвардии младший сержант Дмитриев Матвей Иванович награждён орденом Славы 3-й степени (№ 10616).
8 февраля 1945 года в бою у населённого пункта Вронув (10 км северо-западнее города Бельско-Бяла, Польша) расчёт Дмитриева, отражая атаку с фланга гитлеровского батальона, быстро привёл орудие в боевую готовность и с расстояния 300—400 метров начал расстреливать вражескую пехоту. В этом бою расчёт разбил 2 пулемёта, миномёт и поразил до 40 гитлеровцев. Был представлен к награждению орденом Славы 2-й степени.
Пока по инстанциям ходили наградные документы миномётчик Дмитриев снова отличился. На Моравска-Остравском направлении при форсировании реки Опава 18 апреля 1945 года Дмитриев в числе первых переправился на другой берег реки, истребил до взвода пехоты. Был вновь представлен к награждению орденом Славы 2-й степени, но приказом командира дивизии был награждён орденом Отечественной войны 2-й степени. Второй экземпляр наградного листа ушёл дальше по инстанции и был подписан командующим 38-й армией.
Приказами 38-й армии от 13 мая 1945 года и от 16 июня 1945 года гвардии младший сержант Дмитриев Матвей Иванович был награждён двумя орденами Славы, и оба 2-й степени (№ 20105;…).
В 1947 году демобилизовался в звании старшины. Вернулся на родину в Казахстан.
Указом Президиума Верховного Совета СССР от 19 августа 1955 года в порядке перенаграждения Дмитриев Матвей Иванович награждён орденом Славы 1-й степени (№ 2354). Стал полным кавалером ордена Славы.
Жил в городе Усть-Каменогорске Восточно-Казахстанской области. Работал на свинцово-цинковом комбинате им. Ленина.
Скончался 27 января 1995 года.

## Награды
- Орден Отечественной войны II степени (28.05.1945)[3]
- Орден Славы 3-й степени (12.2.1945) Указом Президиума Верховного Совета СССР от 20 декабря 1951 года был перенаграждён орденом Славы 1-й степени[4][2][2]
- Орден Славы 2-й степени (13.05.1945)[5][2]
- Орден Славы 3-й степени (17.5.1945)[4][2]
- Медаль «В ознаменование 100-летия со дня рождения Владимира Ильича Ленина» (6 апреля 1970)
- Медаль «За победу над Германией в Великой Отечественной войне 1941—1945 гг.» (9 мая 1945[6])
- Юбилейная медаль «Двадцать лет Победы в Великой Отечественной войне 1941—1945 гг.» (7 мая 1965[7])
- Юбилейная медаль «Тридцать лет Победы в Великой Отечественной войне 1941—1945 гг.»[8]
- Медаль «Ветеран труда»
- Юбилейная медаль «30 лет Советской Армии и Флота»[9]
- Юбилейная медаль «40 лет Вооружённых Сил СССР»[10]
- Юбилейная медаль «50 лет Вооружённых Сил СССР» (26 декабря 1967[11])
- Юбилейная медаль «60 лет Вооружённых Сил СССР» (28 января 1978[12])
- Знак «25 лет победы в Великой Отечественной войне» (1970)
- ряд медалей

## Память
На могиле героя установлен надгробный памятник.